# Brigata "Liguria"
La brigata Liguria è stata una unità militare del Regio Esercito, costituita a Genova il 1º marzo 1915 dal 157º reggimento fanteria, che partecipò insieme al 158° alla prima guerra mondiale. Durante il conflitto venne inglobato temporaneamente nella brigata anche un terzo reggimento, dal 31 ottobre 1917 al 27 febbraio 1918, costituitosi durante il conflitto, il 165° che passò poi alle dipendenze della Brigata Taro.

## Prima guerra mondiale
All'inizio del conflitto la brigata Liguria si trovò sul fronte del medio Isonzo alle dipendenze della 33ª Divisione, prima nella zona di Plava e poi nella zona di Caporetto. Tra il 14 agosto e il 3 settembre 1915 il 157º reggimento partecipò a delle azioni offensive a nord est di Caporetto sui Monti Veliki, Lemez e Vrsik dove ebbe le prime significanti perdite.

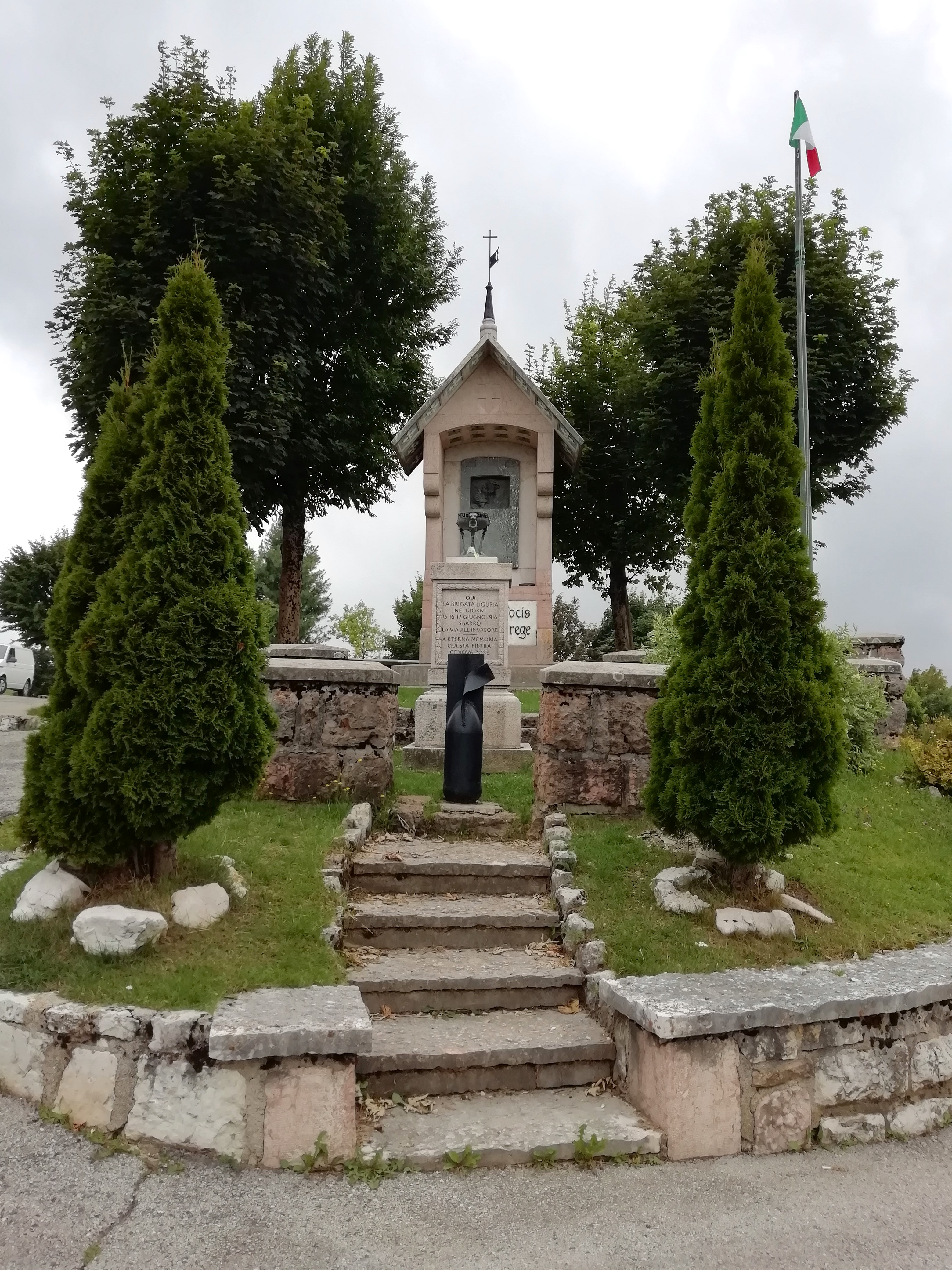
Monumento alla Brigata Liguria sul Monte Zovetto

Durante la Terza battaglia dell'Isonzo (18 ottobre - 4 novembre 1915) il 157º svolse solo operazioni dimostrative e ricognizioni mentre il 158º operò nella zona di Tolmino contro le alture di S. Maria e S. Lucia senza grande successo. Ad inizio novembre il 158° si trovò a Luico presso Caporetto in quarantena per una grave epidemia di colera. Il 8 dicembre 1915 la brigata passò sotto il comando del colonnello Achille Papa promosso generale nella primavera del 1916.

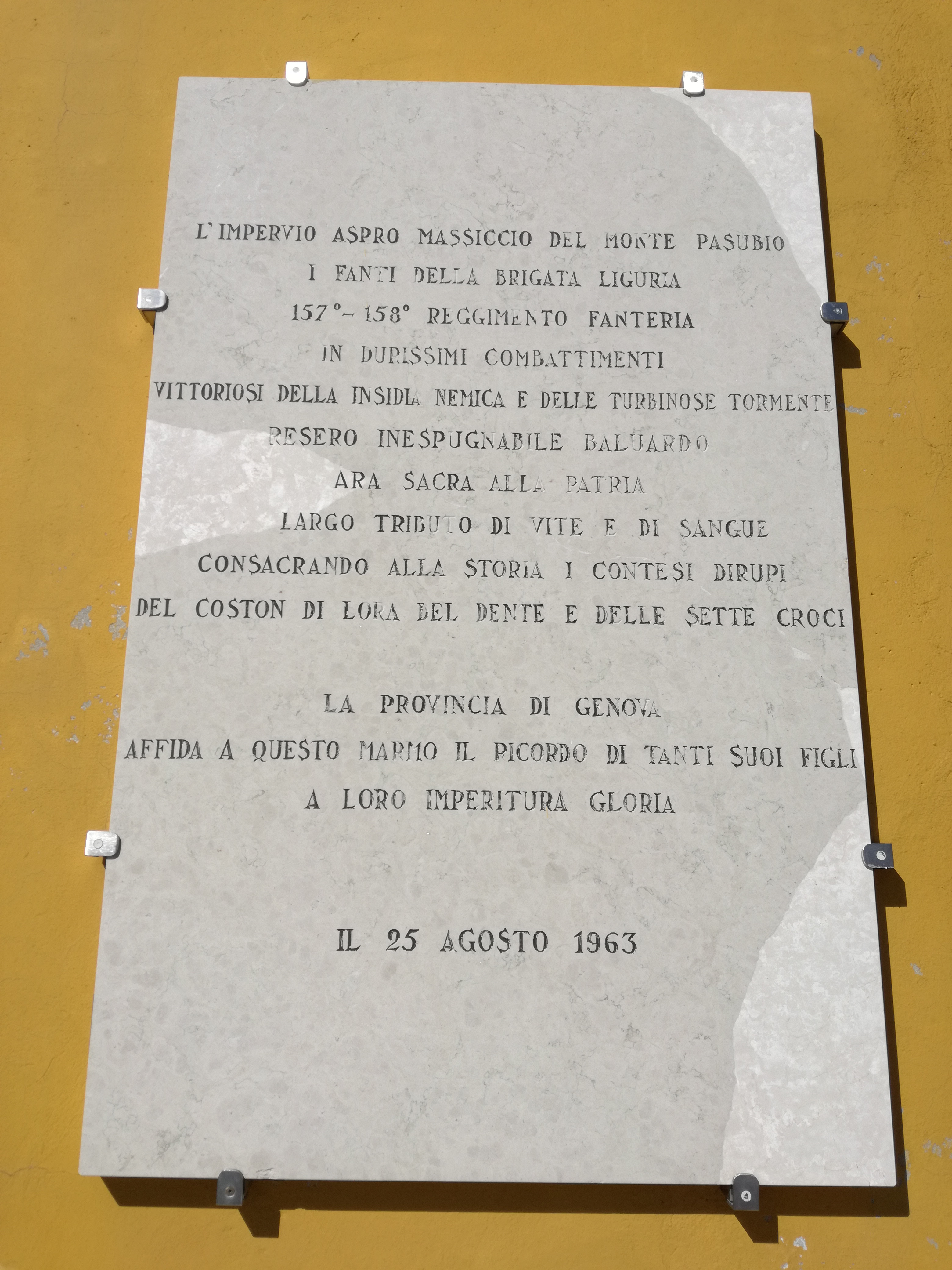
Targa commemorativa per la Brigata Liguria presso il Rifugio Achille Papa sul Pasubio

Dopo l'inverno, in cui la brigata eseguì lavori di rafforzamento nella zona di Luico, le azioni di guerra ripresero nell'aprile 1916 nella zona del Mrzil e Vodil, tra Caporetto e Tolmino. Ad inizio giugno 1916 la 33ª Divisione e con ciò la brigata Liguria fu trasferita nella zona di Vicenza come riserva. Tra il 5 e il 6 giugno la Liguria fu dislocata nella parte meridionale dell'Altopiano di Asiago nella zona Monte Zovetto - Val Magnaboschi a sud di Cesuna. Il 14 giugno 1916 il I° Corpo d'armata austro-ungarico sotto il comando del generale Karl von Kirchbach auf Lauterbach lanciò l'ultima azione offensiva della Strafexpedition in quella zona. La brigata Liguria resistette ai duri attacchi e bombardamenti soprattutto sul Monte Zovetto per due giorni prima che l'azione offensiva fosse fermata. In questi due giorni perse oltre 2.000 uomini tra caduti, feriti e dispersi. Il tenente Giuseppe Rusca del 157º reggimento, caduto durante la difesa sullo Zovetto, fu insignito con la medaglia d'oro al valor militare, il generale Papa ricevette per l'azione l'Ordine militare di Savoia.
Il 3 luglio 1916 dopo un periodo di riposo e riordino la brigata passò sotto il commando della 44ª Divisione del generale Andrea Graziani e due giorni dopo si trovò schierata sul Pasubio tra Passo Ometto, Palon e Corno del Pasubio. Prima in ruolo difensivo, partecipò in agosto alla riconquista della Lora e tra settembre e ottobre 1916 a delle azioni offensive nella zona dei Sette Croci e Cosmagnon. A fine ottobre la brigata fu ritirata dalla prima linea. Da luglio a ottobre subì perdite di oltre 3500 uomini. Per le azioni sul Monte Zovetto e sul Pasubio la brigata ricevette la medaglia d'oro al valor militare.
Dopo un nuovo riordino ritornò sul Pasubio dove rimase fino a fine ottobre 1917, per una buona parte sulla parte sommitale nella zona Palon e Dente Italiano. Ad aprile 1917 il comando della brigata passò dal generale Papa al colonnello Umberto Zamboni poi promosso a generale. A parte un breve intervallo nell'estate 1917 Zamboni comandò la brigata Liguria fino alla fine della guerra.
A metà novembre la brigata Liguria, nel frattempo passata alle dipendenze prima della 55ª e poi a quella della 57ª Divisione, fu schierata di nuovo sull'Altopiano di Asiago per contrastare l'offensiva austro-ungarica nella battaglia d'arresto. Fu dislocata nella zona del Monte Zomo, Val Frenzela e Monte Fior nel gruppo delle Melette dove partecipò alle battaglie delle Melette tra novembre e dicembre 1917 subendo perdite di oltre 2000 uomini. Per l'azione ricevette una medaglia d'argento al valor militare. Il tenente Giovanni Bertacchi del 157º Reggimento caduto sul Monte Zomo fu invece insignito con la Medaglia d'oro al valor militare, mentre il suo comandante, colonnello Ettore Bussi fu decorato con la Croce di Cavaliere dell'Ordine militare dei Savoia.
In seguito passò per un breve periodo alle dipendenze della 29ª Divisione per essere poi assegnato a fine dicembre 1917 nuovamente alla 33ª Divisione. Ai primi di gennaio 1918 ritornò in linea sull'Altopiano di Asiago nella zona dei monti Valbella, Col del Rosso e Col d'Ecchele. A fine gennaio partecipò alla battaglia dei Tre Monti e insieme con la brigata Sassari riuscì a conquistare il Col del Rosso e il Col d'Ecchele. Dopo un periodo a riposo ritornò in aprile sul Pasubio sulle posizioni della Lora e Panettoni alle dipendenze della 57ª divisione. A giugno si spostò in Vallarsa nella zona tra Speccheri, Mattassone, Corno e Val di Foxi. Dopo un ulteriore periodo di riposo ritornò nel settembre nella zona del Monte Corno, Monte Trappola e Mattassone. Con l'inizio della Battaglia di Vittorio Veneto avanzò lungo il torrente Leno. Il 3 novembre 1918 alla conclusione del conflitto si trovò tra la Vallarsa e la Val Terragnolo alle porte di Rovereto.
Con il nuovo ordinamento del Regio Esercito in esecuzione della legge 11 marzo 1926, che prevedeva la costituzione delle brigate su tre reggimenti, il 30 settembre il Comando Brigata e il 158º Reggimento fanteria vennero sciolti e il 157º Reggimento fanteria assegnato alla XVIII Brigata di fanteria.
Della brigata Liguria faceva parte anche il tenente Michele Campana che raccontò la sua esperienza al fronte in alta montagna nel libro "Un anno sul Pasubio".
Dall'aprile 1917 al novembre 1918 prestò servizio al fronte inquadrato nel 158.reggimento fanteria il sottotenente di complemento Eugenio Montale (Genova 1896, Milano 1981), in seguito poeta, scrittore, giornalista, critico letterario, premio Nobel per la letteratura nel 1975.

## Seconda guerra mondiale
Il 1º ottobre 1937, in Cirenaica, venne costituita forma la Divisione fanteria "Cirene" (63ª) Divisione di Fanteria Cirene, con il 157º Reggimento fanteria "Liguria", il 158º Reggimento fanteria e il 45º Reggimento artiglieria.
All'entrata in guerra dell'Italia della secondo conflitto mondiale, la grande unità, schierata in Africa settentrionale ha preso parte nella seconda metà del 1940 alle fasi iniziali della campagna del Nordafrica, nell'offensiva italiana contro le forze britanniche, del Commonwealth verso l'Egitto, ma venne travolta nella controffensiva britannica sferrata dalla Western Desert Force contro le forze italiane che erano penetrate in Egitto, che ebbe inizio nel dicembre 1940. La divisione "Cirene", sottoposta a continua e sempre più violenta pressione, il 5 gennaio 1941 pose fine ad ogni resistenza e considerata sciolta per eventi bellici presso Bardia.

## Dopo il conflitto
Il reggimento, sciolto per gli eventi bellici il 5 gennaio 1941, ricostituitosi il 1º aprile 1947, venne di nuovo sciolto il 29 ottobre 1975, pur rimanendo in vita il IV battaglione con il nome di 157º Battaglione fanteria motorizzato "Liguria". Trasformato in "meccanizzato" nel 1991, venne poi inquadrato nel 1993 nel ricostituito 157º Battaglione Fanteria "Liguria", scioltosi nuovamente nel 1995.
L'ultima ricostituzione risale al 1999 prima del definitivo scioglimento ad Albenga nel giugno 2004.